# Aristide Gabelli
Aristide Gabelli, född den 22 mars 1830 i Belluno, död den 6 oktober 1891 i Padua, var en italiensk filosof och pedagog.

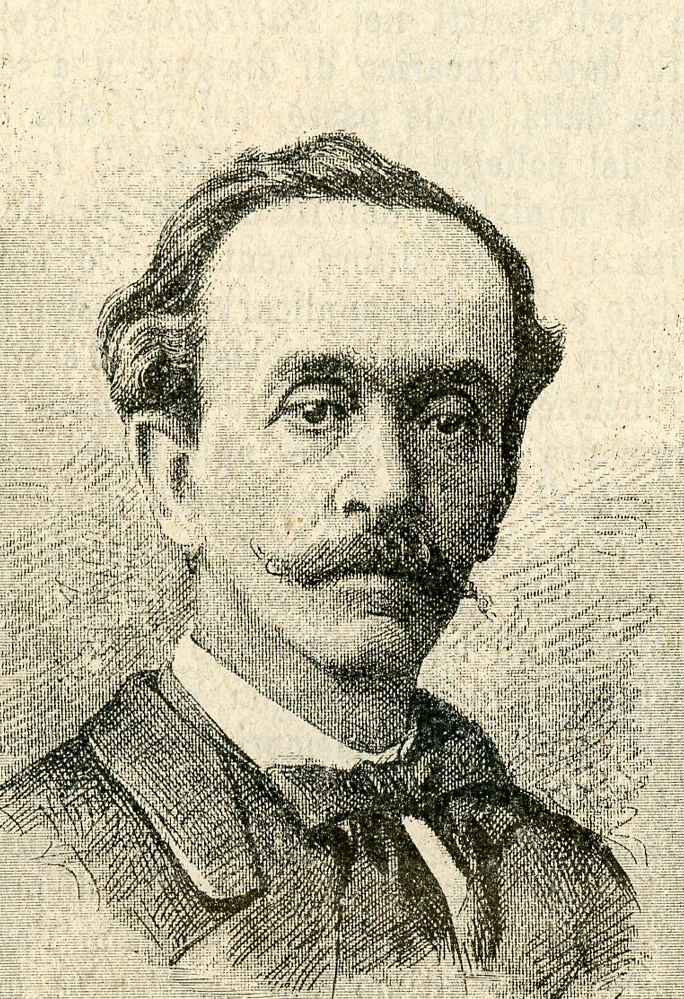
Aristide Gabelli

Gabelli var en av de främsta representanterna i Italien för den samtida positivismen och betraktades som en av de förnämsta befordrarna av folkundervisningen. Bland hans skrifter, som utmärks såväl av originella tankar som genom den enkelhet och klarhet, varmed Gabelli förstod att behandla även invecklade problem, kan särskilt nämnas L'uomo e le scienze morali (1869). 